# There's Something About Remy: Based on a True Story
Cet article possède un paronyme, voir Based on a True Story.
Singles
1. Whuteva
Sortie : Août 2005
2. Conceited
Sortie : Décembre 2005
3. Feel So Good
Sortie : 7 février 2006

There's Something About Remy: Based on a True Story est le premier album studio de Remy Ma, sorti le 7 février 2006. 
L'album a été publié le jour du sixième anniversaire de la mort de son mentor, Big Pun. Le titre et la pochette sont une référence au film Mary à tout prix.
There's Something About Remy: Based on a True Story s'est classé 7e au Top R&B/Hip-Hop Albums et 33e au Billboard 200.

## Liste des titres
| No  | Titre                                                                  | Auteur                                              | Contient un (des) sample(s) de                                  | Durée |
| --- | ---------------------------------------------------------------------- | --------------------------------------------------- | --------------------------------------------------------------- | ----- |
| 1.  | Pun's Words                                                            |                                                     |                                                                 | 0:40  |
| 2.  | She's Gone (Produit par Buckwild)                                      | R. Smith, A. Best                                   | My Other Love de Bunny Sigler                                   | 2:54  |
| 3.  | Lights, Camera, Action (Produit par Don Bishop Agallah et Scram Jones) | R. Smith, A. Aguilar, M. Shemer                     |                                                                 | 3:23  |
| 4.  | Tight (featuring Fat Joe – Produit par Cool & Dre)                     | R. Smith, A. Lyon, J. Cartagena, M. Valenzano       |                                                                 | 4:21  |
| 5.  | Whuteva (Produit par Swizz Beatz)                                      | R. Smith, K. Dean                                   | Une nuit sur le mont Chauve de Modeste Moussorgski Intro de DMX | 3:46  |
| 6.  | Conceited Messages (skit) (featuring Roc Raida)                        |                                                     |                                                                 | 1:46  |
| 7.  | Conceited (Produit par Scott Storch)                                   | R. Smith, S. Storch                                 | Dip It Low de Christina Milian                                  | 3:39  |
| 8.  | Feel So Good (featuring Ne-Yo – Produit par Knobody et LV)             | R. Smith, J. Foster, L. Coppin, S. Smith            | Love Sounds des Intimate Strangers                              | 4:02  |
| 9.  | I'm (Produit par David Banner)                                         | R. Smith, L. « D.B. » Crump                         | Do My... de Memphis Bleek featuring Jay-Z                       | 4:07  |
| 10. | Thug Love (featuring Big Pun – Produit par The Alchemist)              | R. Smith, A. Maman, C. Rios                         | Let Me Make Love to You de Lamont Dozier                        | 3:58  |
| 11. | Secret Location (Produit par J-Notes)                                  | R. Smith, Y. Ramirez                                |                                                                 | 3:38  |
| 12. | In-Da-Street (skit) (featuring Roc Raida)                              |                                                     |                                                                 | 0:16  |
| 13. | Bilingual (featuring Ivy Queen – Produit par LV)                       | R. Smith, M. Pesante, L. Coppin                     |                                                                 | 4:03  |
| 14. | Conscience (skit) (featuring Roc Raida et Wize G)                      |                                                     |                                                                 | 0:58  |
| 15. | Guilty (Produit par Sean Cane)                                         | R. Smith, D. Matthews                               |                                                                 | 2:57  |
| 16. | Crazy (featuring Akon – Produit par Emile)                             | R. Smith, E. Haynie, A. Thiam                       |                                                                 | 4:02  |
| 17. | What's Going On (featuring Keyshia Cole – Produit par Che Harris)      | R. Smith, C. Harris, C. Ortiz, D. Matthews, J. Davi |                                                                 | 3:55  |
| 18. | Still (Produit par Cool & Dre)                                         | R. Smith, A. Lyon, M. Valenzano                     |                                                                 | 5:02  |

| 19. | My Life | R. Smith | 3:18 |

| 19. | Can't Nobody (Produit par Cool & Dre)                                                            | R. Smith | 3:02 |
| 20. | Lights, Camera, Action (Remix) (featuring KREVA – Produit par Don Bishop Agallah et Scram Jones) | R. Smith | 3:26 |